# Amaurosi congenita di Leber
L'amaurosi congenita di Leber è una rara malattia genetica della retina che comporta la cecità nei nascituri.
Il nome della malattia è dovuto all'oculista tedesco Theodor Karl Gustav von Leber (1840 - 1917).

## Epidemiologia
A seconda degli studi l'incidenza della malattia varierebbe da 1,25 a 3 casi ogni 100 000 bambini all'anno.

## Eziologia
La causa è di carattere genetico, sono diversi i geni la cui anomalia comporta tale manifestazione. Diverse mutazioni del DNA sono state riscontrate: il loro effetto è una progressiva degenerazione dei fotorecettori della retina (coni e bastoncelli) e l'alterazione di altre strutture retiniche (tra cui l'epitelio pigmentato).

## Clinica
Fra i sintomi e i segni clinici che si presentano si riscontrano: nistagmo pendolare (movimento irregolare degli occhi), cataratta e fotofobia (intolleranza alla luce); a una prima visita gli occhi sembrano non presentare disturbi. Inoltre possono verificarsi epilessia, gastrite e ritardo mentale. La visita oculistica nei primi anni di vita può non rivelare alterazioni del fondo oculare; si è infatti visto che solo dopo i primi 3 anni di vita la maggior parte dei pazienti presentano delle alterazioni della retina. La diagnosi che dà la certezza della malattia si fa solo attraverso l'Elettroretinogramma (ERG): nella maggior parte dei casi non compare un tracciato rilevabile.

## Prognosi e terapia
Esistono due forme: una più grave che porta alla cecità completa e un'altra con prognosi migliore.
Esiste una terapia genica che consiste nell'iniezione sottoretinica del gene mancante, utilizzando un Adenovirus come vettore. Il trattamento nasce da uno studio internazionale che ha coinvolto il Children’s Hospital di Filadelfia, il TIGEM e l'Università della Campania 'Vanvitelli'.